# Rovira (Tolima)
Rovira es un municipio colombiano ubicado en el departamento del Tolima, sobre la margen del río Luisa entre los ríos Cuello y Cucuana, entre otras fuentes hídricas que lo hacen llamar "Encanto de manantiales" por su gran diversidad de fuentes hídricas.

## Toponimia
En honor a Custodio García Rovira.

## División Político-Administrativa
Además de su Cabecera municipal.  tiene bajo su jurisdicción los siguientes Centros poblados: El Corazón, Guadualito, La Florida, La Luisa, La Selva, Los Andes (La Bella), Riomanso y San Pedro

## Historia
Del año de 1570 a 1606, las regiones que están al sur y al oriente del hoy municipio de Rovira, fueron teatro de grandes y tremendas luchas entre los nativos del lugar pijaos lo que obligó al capitán Diego Bocanegra a la fundación de un poblado como medida para el sometimiento de estas gentes. Así, pues, en el año de 1570, en las tierras del cacique Mi-Ara-Ka, los conquistadores Félix Montealegre y Juan de Dios Marroquín y Pedro Rodríguez fundaron un pueblo al que llamaron Miraflores. 

### Municipalización
En el año 1853, fue elevado a la categoría de distrito por la Cámara Provincial de Mariquita y confirmada el 13 de octubre de 1887 por decreto número 650, siendo gobernador del departamento el General Manuel Casabianca. La ordenanza número 5 del 2 de mayo de 1903 le cambió el nombre de Miraflores por el de García Rovira. En 1930 se le cambió el nombre de García Rovira por simplemente Rovira, debido a que había una confusión con la provincia de García Rovira del departamento de Santander.

## Geografía
Cuenta con diferentes pisos térmicos y paisajes geográficos las superficies de clima cálido, 98 km cuadrados; medio,  522 km cuadrados;  frío,  480 km cuadrados su paisaje presente de territorios planos,  110 km cuadrados; quebrados, 990 km cuadrados.

### Límites generales
| Noroeste: Ibagué                                     | Norte: Ibagué           | Nordeste: Ibagué Río Coello        |
| Oeste: Cajamarca y Roncesvalles Quebrada Grande      |                         | Este: San Luis y Valle de San Juan |
| Suroeste: Roncesvalles Quebrada Grande y San Antonio | Sur: Ortega Río Cucuana | Sureste: Ortega Río Cucuana        |

### Hidrología
El Municipio de Rovira, está bañado por importantes cuencas hidrográficas, donde se destacan los siguientes ríos, así:
- Río Luisa: Esta corriente superficial nace en el noreste del municipio en la vereda La Islandia, drena en su recorrido las veredas La Divisa, La Luisa, San Javier, La Troja, La Laguna, Andes, La Chapa, Manga Baja y Santa Bárbara, posee un área de 80.12 Km2, pasa por la cabecera y atraviesa los municipios del Valle de San Juan y Guamo, desembocando en el Río Magdalena. Este río también abastece los acueductos de los Municipios citados por donde pasa.

- Río Tuamo: Nace dentro del municipio y tiene como afluentes a los ríos de Riomanso y San Juan Eloy.

- Río Chilí: Viene desde Roncesvalles y corre por Rovira un largo trayecto, en el que recibe tributo de Guaco y pasa a su vez al río Cucuana.

- Rio Cucuana: Este río sirve como límite con el Municipio de Ortega.

- Río Coello: De este río nacen seis quebradas que riegan este Municipio, así mismo sirve como límite con la jurisdicción de Ibagué.

- Río Guadual: De este río se originan cuatro quebradas más, las cuales riegan varias veredas pertenecientes a este municipio.